# Балалайка
Балала́йка — русский и белорусский народный струнный щипковый музыкальный инструмент с треугольной или овальной формы корпусом, имеющий от трёх до шести струн. Характерными приёмами звукоизвлечения являются бряцание и тремоло — удары указательным пальцем по всем струнам одновременно.
Самый известный русский инструмент, ставший, наряду с гармонью и гуслями, одним из символов музыкального творчества русского народа.

## Название
Существует несколько версий о происхождении названия.
По одной версии, которой придерживаются Чудинов А. Н. («Словарь иностранных слов, вошедших в состав русского языка», 1910) и Михельсон А. Д. («Объяснение 25000 иностранных слов, вошедших в употребление в русский язык, с означением их корней») слово имеет тюркские корни. Вполне вероятно, что оно происходит от слова «бала» (ребёнок, дитё). На тюркское происхождение указывает фонетическая примета тюркских заимствований: сингармонизм гласных, практически в русском языке она даёт повторение одной и той же гласной в слове — башмак, батрак, балда, таракан, баклажан, балаган, балагур, баламут, багатур.
Другая версия говорит о праславянском происхождении названия. Корень слов «балалайка», или, как её ещё называли, «балабайка», давно привлекал внимание исследователей родством с такими русскими словами, как балакать, балабонить, балаболить, балагурить, что значит «разговаривать о чём-нибудь ничтожном, болтать, раздобаривать, пустозвонить, калякать» (восходят к общеславянскому *bolbol того же значения, сравните схожую ономатопею варвар). Все эти понятия, дополняя друг друга, передают суть балалайки — инструмента лёгкого, забавного, «бренчливого», не очень серьёзного.

## История
Однозначной точки зрения на время возникновения балалайки не существует.
Считается, что балалайка получила распространение с конца XVII века. Представляла собой «длинный двухструнный инструмент, имела корпус около полутора пядей длины (примерно 27 см) и одной пяди ширины (примерно 18 см) и шейку-гриф, по крайней мере, в четыре раза более длинную».
Современный вид балалайка приобрела благодаря музыканту-просветителю Василию Андрееву и мастерам В. В. Иванову, Ф. С. Пасербскому, С. И. Налимову и другим, которые в 1883 году занялись её усовершенствованием. Андреев В. В. предложил делать деку из ели, а заднюю часть балалайки изготавливать из бука, а также укоротить до 600—700 мм. Сделанное Ф. Пасербским семейство балалаек (пикколо, прима, альт, тенор, бас, контрабас) стало основой русского народного оркестра. Позднее Ф. Пасербский получил в Германии патент на изобретение балалайки. Таким образом, можно говорить о существовании двух инструментов: народной и андреевской балалаек.
Балалайка используется как сольный, концертный, ансамблевый и оркестровый инструмент. В 1887 году Андреев организовал первый кружок любителей балалайки, а 1 апреля (20 марта) 1888 года в здании Санкт-Петербургского общества взаимного кредита состоялось первое выступление «Кружка любителей игры на балалайках», ставшее днём рождения оркестра русских народных инструментов.

Первое письменное упоминание о балалайке содержится в документе от 23 (13) июня 1688 года «Память из Стрелецкого приказа в Малороссийский приказ», в котором, среди прочего, сообщается, что в Москве 
в Стрелецкий приказ приведены арзамасец посадский человек Савка Фёдоров сын Селезнев да Шенкурского уезду дворцовой Важеской волости крестьянин Ивашко Дмитриев, а с ними принесена балалайка для того, что они ехали на извозничье лошади в телеге в Яуские ворота, пели песни и в тое балалайку играли и караульных стрельцов, которые стояли у Яуских ворот на карауле, бранили
Другое упоминание балалайки относится к октябрю 1700 г. в связи с произошедшей в Верхотурском уезде дракой. По свидетельству ямщиков Проньки и Алексея Баяновых, дворовый человек стольника воеводы К. П. Козлова И. Пашков гонялся за ними и «бил их балалайкой».
Следующий письменный источник, в котором упоминается балалайка, — подписанный Петром I «Реестр», относящийся к 1714 году: в Санкт-Петербурге, во время празднования шутовской свадьбы «князя-папы» Н. М. Зотова кроме прочих инструментов, которые несли ряженые, были названы четыре балалайки.
В документе 1719 года «Происшествие в Александро-Свирском монастыре», обличающем служащих Александро-Свирского монастыря под Петербургом, в числе обвинений, помимо пьянства и курения приводится игра на гудках, свирелях, волынках, балалайках и домрах. Впоследствии, музыкальные инструменты вместе с шахматами были изъяты и были разбиты о камень перед всей братией.
Я. Штелин говорил о Петре I, что «с самых молодых лет не имел он случая слышать ничего иного, кроме грубого звука барабанов, полевой флейты, балалайки…»
В конце XVIII века слово начало проникать и в высокую литературу, например, оно встречается в поэме В. И. Майкова «Елисей», 1771, песнь 1: «настрой ты мне гудок иль балалайку».
В украинском языке слово впервые засвидетельствовано в дневниковых записях начала XVIII века, повествующих о «татарине игравшого у балабайку». Такая форма «балабайка» присутствует также в южнорусских диалектах и белорусском языке.
В первой половине XIX века балалайки продолжали делать в основном всего с двумя струнами. Николай Гоголь в «Мёртвых душах» описывает характерную для своего времени двуструнную балалайку с округлым (овальным или грушевидным) корпусом, изготавливаемым из тыквы-горлянки:
Подъезжая к крыльцу, заметил он выглянувшие из окна почти в одно время два лица: женское, в чепце, узкое, длинное как огурец, и мужское, круглое, широкое, как молдаванские тыквы, называемые горлянками, из которых делают на Руси балалайки, двуструнные лёгкие балалайки…
Энциклопедический лексикон Плюшара указывает, что к 1830-м гг. появились также и четырёхструнные инструменты, но даже и в 1860-х гг. Владимир Даль равноправно пишет «о двух или трёх кишечных струнах».
- П. Е. Заболотский «Мальчик с балалайкой» (1835).
- Вильгельм Бер «Русский мальчик с балалайкой» (1889)
- Четырёхструнная балалайка Черниговской губернии, 1845 г.
- Кустарная балалайка из Енисейской губернии, XIX в.
- Двухструнная балалайка с круглым корпусом

## Конструкция
Русская деревенская балалайка была двух- или трёхструнной с корпусом треугольной или овальной формы, с довольно длинной шейкой и слегка отогнутой назад лопатообразной головкой. Некоторые исследователи считают, что форма корпуса балалайки была изначально округлой. Общая длина инструмента — 60—70 см.
По образцу обыкновенной балалайки, в конце XIX века Ф. С. Пасербским построены балалайки трёх различных форматов. У современной русской балалайки длина составляет от 60—70 см (балалайка прима) до 1,7 метра (балалайка-контрабас). Корпус треугольной (в XVIII—XIX веках также овальной), слегка изогнутой формы, состоящий из отдельных (5—7) сегментов. Головка грифа слегка отогнута назад. Струны металлические (в XVIII веке жильные; у современных балалаек две из них — нейлоновые или карбоновые). На грифе современной балалайки — 16—31 металлических ладов (до конца XIX века — 5—7 навязных ладов).
Украинская балалайка имеет четыре или шесть струн, причём у четырёхструнных первая струна парная, а у шестиструнных все три парные. Строй у них обычно квартовый. Четырёхструнная балалайка, бытовавшая в XIX веке в Полтавской губернии, имела строй квинто-квартовый.

## Строй
До превращения балалайки в концертный инструмент в конце XIX века Василием Андреевым она не имела постоянного, повсеместно распространённого строя. Каждый исполнитель настраивал инструмент сообразно своей манере исполнения, общему настроению играемых произведений и местным традициям.
Введённый Андреевым строй (две струны в унисон — нота «ми», одна — на кварту выше — нота «ля» (и «ми», и «ля» первой октавы)) получил широкое распространение у концертирующих балалаечников и стал называться «академическим». Существует также «народный» строй — первая струна Соль, вторая — Ми, третья — До (по мажорному трезвучию До). При этом строе проще берутся трезвучия, однако недостатком его является затруднённость игры по открытым струнам. Помимо указанного, существуют и региональные традиции настройки инструмента. Число редких местных настроек достигает двух десятков.

### Квартово-унисонный
| Струна | Нота     | Октава | Нотация |
| ------ | -------- | ------ | ------- |
| 1      | a1 (ля1) | Первая |         |
| 2      | e1 (ми1) | Первая |         |
| 3      | e1 (ми1) | Первая |         |

Звучание открытых струн балалайки прима образует её академический квартово-унисонный строй. Последовательность тонов, начиная от самой низкой по звучанию струны: EEA. Интервалы: чистая прима и кварта. Диапазон начинается от Ми первой октавы.
Балалайка секунда настраивается на квинту ниже примы, альт — ниже на октаву.
Музыкальный диапазон балалайки прима с 24 ладами на грифе составляет две полных октавы и пять полутонов (часть первой октавы, вторую и часть третьей): от Ми первой октавы до Ля третьей.

### Терцовый
Терцовый, гитарный, народный строй основан на мажорном трезвучии: CEG или DF#A.

### Квартовый
| Струна | Нота   |
| ------ | ------ |
| 1      | D (Ре) |
| 2      | A (Ля) |
| 3      | E (Ми) |

Балалайки размерами бас, контрабас имеют строй по чистым квартам (аналогичный строю трёхструнной домры): EAD.
Музыкальный диапазон балалайки бас с 15 ладами составляет две полных октавы и один полутон: Ми большой октавы — Фа первой.

## Настройка
Сначала проверяют правильность положения подставки на деке: одна и та же открытая струна и зажатая на XII ладу должна звучать с разницей в октаву. Если звук на XII ладу оказывается ниже, то подставку передвигают в сторону грифа (укорачивают рабочую часть струны), если выше — наоборот. Так проверяют все три струны.
При настройке в квартово-унисонный строй опорной струной, от которой начинают настройку, у балалайки примы является 1-я. Её настраивают по камертону Ля, фортепиано или баяну. Вторую струну настраивают путём образования чистой кварты с 1-й струной. В этом интервале содержится V полутонов, следовательно, 2-ю струну зажимают на V ладу и настраивают её в унисон с 1-й, после чего между ними открытыми образуется необходимый интервал. Третью струну настраивают в унисон со 2-й.

## Разновидности
В современном оркестре русских народных инструментов используются пять разновидностей балалаек: прима, секунда, альт, бас и контрабас. Из них только прима является сольным, виртуозным инструментом, а за остальными закреплены чисто оркестровые функции: секунда и альт реализуют аккордовый аккомпанемент, а бас и контрабас — функцию баса.
Балалайки альт и контрабас звучат на октаву ниже написанного на нотном стане.
| Вид       | Строй             | Нотация | Мензура   | Длина     | Лады  |
| --------- | ----------------- | ------- | --------- | --------- | ----- |
| Прима     | E1 E1 A1          |         | 435—450   | 675—685   | 19—24 |
| Секунда   | Aм Aм D1 Eм Aм D1 |         | 475—490   | 745—765   | 15    |
| Альт      | Eм Eм Aм Hб Eм Aм |         | 490—535   | 800—820   | 15    |
| Бас       | Eб Aб Dм          |         | 750—780   | 1120—1160 | 18    |
| Контрабас | Eк Aк Dб          |         | 1100—1180 | 1600—1700 | 16—17 |

## Звучание
Звук звонкий, но мягкий. Наиболее частые приёмы для извлечения звука бряцание, пиццикато, двойное пиццикато, одинарное пиццикато, вибрато, тремоло, дроби и гитарные приёмы.

## В культуре
Балалайка вошла в фольклор на рубеже XVIII века, когда стала распространённым инструментом в России. С 70-х годов XVIII века она попадает на страницы произведений русских поэтов: В. И. Майкова, А. О. Аблесимова, Г. Р. Державина. А с конца XIX века балалайка стала восприниматься не только как музыкальный инструмент, но и как символ русской нации, России.
Балалайкой хорошо владели в основном скоморохи и пастухи, так как они не имели своего хозяйства и не были обременены заботами по дому и потому могли совершенствоваться в игре. Впрочем, крестьянам было не до музыки. В народе игра на инструменте воспринималась как пустое времяпрепровождение, а часто и напрямую осуждалось: «Балалайка не играет, а разоряет», «Балалаечка-гудок разорила весь домок», «Орать — не в балалайку играть», где под «орать» подразумевается пахать землю плугом (оралом).
Но в минуты отдыха крестьяне любили слушать балалайку, петь под неё, поэтому часто приобретали инструмент, не считаясь с расходами: «Бог даст, батюшка дворик продаст, а балалаечку купит» (Голейзовский К. Я. Образы русской народной хореографии). О талантливом балалаечнике обычно говорили: «Наш Семён с балалаечкой рождён».
Популярность балалайки была столь велика, что, кроме припевок, сочинялись и загадки:
В лесу выросло, из лесу вынесли,
На руках плачет, а на полу скачут.
В лесу тяп-тяп; дома-то ляп-ляп,
На колени возьмёшь — заплачет.
Балалайка вошла и в образы детских считалок (жеребьёвок), служащих детям для выбора водящего в игре:
Цынцы-брынцы, балалайка,
Цынцы-брынцы, заиграй-ка,
Цынцы-брынцы, не хочу,
Цынцы-брынцы, спать хочу.
Слова «цынцы-брынцы» имитируют звучание балалайки. Слово «брынцы» можно связать со глаголами «бряцать», «ударять», «бренчать» по струнам.
Но чаще всего балалайка упоминается в частушках, она способствовала кристаллизации частушечной мелодии закреплению песенной традиции как основа, от которой шли варианты. Исполнение частушки под аккомпанемент «трёхструнного бубенца», так любовно называл поэт И. Кобзев балалайку, всегда было одной из наиболее распространённых форм народного музицирования.
Трень-брень — балалайка.
Души моей хозяйка.
Поиграй повеселее
В балалайку, дорогой!.

## Распространённость
Балалайка является достаточно распространённым музыкальным инструментом, который изучается в академических музыкальных учебных заведениях России, Белоруссии, Украины и Казахстана.
Срок обучения на балалайке в детской музыкальной школе составляет 5—8 лет (в зависимости от возраста учащегося), в среднем учебном заведении 4 года, а в высшем — 4—5 лет. Репертуар: обработки народных песен, переложения классических произведений, авторская музыка.

## Исполнители
См. Категория:Балалаечники

## Радиопередачи
- 1979 — Русские народные музыкальные инструменты (Ленинградское отделение КПП Музфонда СССР)
- В мире музыкальных инструментов (автор и вед. Д. Кереселидзе, реж. К. Трацевский)